# Dobre, Baștanka
Dobre (în ucraineană Добре) este localitatea de reședință a comunei Dobre din raionul Baștanka, regiunea Mîkolaiiv, Ucraina.

## Demografie
Componența lingvistică a localității Dobre
     Ucraineană (94,09%)
     Rusă (4,92%)
     Alte limbi (0,93%)
Conform recensământului din 2001, majoritatea populației localității Dobre era vorbitoare de ucraineană (94,09%), existând în minoritate și vorbitori de rusă (4,92%).